# Pascal Giefing
Pascal Giefing (* 2. November 1994 in Wiener Neustadt) ist ein österreichischer Schauspieler und Sänger.

## Leben
Giefing wuchs in Marz, einer kleinen burgenländischen Gemeinde im Bezirk Mattersburg, auf und besuchte das Gymnasium der Diözese Eisenstadt Wolfgarten.
2008 wurde er mit dem Spielfilm Echte Wiener – Die Sackbauer-Saga bekannt.

## Musik
- 2010 „Panik“ und „Feier und Rauch“
- 2011 „Auszeit“ und „Wea bist du“

## Filmografie
- 2008: Echte Wiener – Die Sackbauer-Saga, Regie: Kurt Ockermüller
- 2008: Wir sind Helden, Regie: B. Rubey, Mondscheiner
- 2009: Spaß mit Hase, Regie: Judith Zdesar
- 2010: Echte Wiener 2 – Die Deppat’n und die Gspritzt’n
- 2011: Der Mediator ORF-/ARD-Serie (Regie: Harald Sicheritz)
- 2012: Der Mediator ORF-/ARD-Serie (Regie: Sabine Derflinger)
- 2012: Der Mediator ORF-/ARD-Serie (Regie: Wolfgang Murnberger)
- 2012: Die Freischwimmerin ORF/MDR Fernsehfilm (Regie: Holger Barthel)
- 2013: Paul Kemp – Alles kein Problem (Fernsehserie, ORF/ARD)
- 2022: Sachertorte
- 2022: Tage, die es nicht gab (Fernsehserie)
- 2022: Love Machine 2
- 2023: Landkrimi – Steirerschuld (Fernsehreihe)
- 2023: SOKO Donau (Fernsehserie, Folge In Schönheit sterben)
- 2025: Landkrimi – Acht (Fernsehreihe)